# Puente Alfonso XII (Sevilla)
El puente Alfonso XII fue un puente de Sevilla (Andalucía, España), usado para el enlace por vía férrea entre Sevilla y Huelva, inaugurado el 15 de marzo de 1880 con la creación de la línea ferroviaria referida.

## Historia
Se encontraba situado cercano a la actual posición del puente del Cristo de la Expiración, era de estructura metálica con uniones roblonadas y en el momento de su inauguración se convirtió en el segundo puente sobre el Guadalquivir a su paso por la ciudad de Sevilla.
Tras desviarse el cauce del río por la corta de Chapina, con el posterior aterramiento en 1948 del río en dicha zona y la conversión del cauce histórico en una dársena, tanto la pasarela del agua como el puente de Alfonso XII perdieron su utilidad, aunque la pasarela siguió utilizándose hasta la apertura de la avenida Cristo de la Expiración en 1959, tras lo cual fue desguazado y sustituido por otro puente, que fue sustituido a su vez, al desplazarse la línea ferroviaria al norte, por un nuevo puente paralelo al puente de la Corta, cercano al Estadio Olímpico.